# Fernando Chacón
Fernando Chacón va ser un soldat espanyol que va servir com a governador del que ara és Nou Mèxic, entre 1794 i 1804. Va ser un Cavaller de l'Orde de Santiago.

## Biografia
De jove, Chacón es va incorporar a l'Exèrcit espanyol. Finalment, es va convertir en tinent coronel. El 16 d'agost de 1793 va ser nomenat governador de Santa Fe de Nou Mèxic,va assumint el càrrec el 1794.
Al principi de la seva administració, va signar la subvenció de terres de San Miguel del Vado | Subvenció de San Miguel del Vado] després que un nou mexicà, Lorenzo Márquez, presentés una petició a Chacón demanant una concessió de terres. Marquez va signar la petició i una cinquantena més. Els signants ja tenien una parcel·la a Santa Fe, però era massa petita per a les necessitats de les seves comunitats. En la petició, van buscar terres a banda i banda del riu Pecos al vaixell "El Vado". Havien acceptat establir-se a la frontera oriental de Nou Mèxic, on hi havia prou aigua i terres fèrtils per viure bé. Com que es tractava de la  Apache, els peticionaris van acordar proporcionar les seves pròpies armes de foc, així com la seva pròpia munició i establir baluards i torres. Chacón va acceptar la sol·licitud i, el 25 de novembre de 1794, va concedir terres als peticionaris. També va ordenar a l'alcalde de Santa Fe, Antonio Jose Ortiz, que entregés la possessió legal dels terrenys a les persones que volguessin tenir-les, en funció de les condicions i els requisits necessaris en aquests casos. El 1796, amb el permís de Chacón, tres famílies van fundar  Llano San Juan a  San Juan Nepomuceno, volent construir diverses poblacions al lloc.
D'altra banda, després de 1796, Chacón va atorgar porcions de terra a 63 famílies a Taos, Nou Mèxic, d'etnia Pueblo, una ètnia aliada als espanyols, encara que es podria haver fet. sense el consentiment dels nadius americans (almenys no hi ha proves que indiquin el contrari). També el 23 de gener de 1800, Chacon va sol·licitar una trentena de persones d'Albuquerque per establir-se a Cebolleta i va fundar una ciutat en aquest lloc.
Per decret de Nemesio Salcedo, el 3 de maig de 1804, Chacón va enviar una expedició al nord del Nou Mèxic per trobar Lewis i Clark, que havien iniciat el seu viatge explorador quatre mesos abans. L'expedició, formada per 52 soldats, colons espanyols i nadius americans, estava dirigida per Pedro Vial i José Jarvet i va ser nomenada "expedició del capità Merri".  L'expedició va sortir de Santa Fe, Nou Mèxic, l'1 d'agost. 
Més tard el 1804, Chacón fou substituït per Joaquín del Real Alencaster.